# 공포의 묘지
《공포의 묘지》(Pet Sematary)는 미국 작가 스티븐 킹이 1983년에 발표한 공포 소설이다. 이 소설은 1984년 세계환타지최고의소설상(World Fantasy Award for Best Novel) 후보에 올랐고, 1989년(공포의 묘지 (1989년 영화))과 2019년(공포의 묘지 (2019년 영화))에 두 편의 영화로 각색되었다. 2013년 11월 PS 퍼블리싱은 30주년 한정판으로 공포의 묘지를 출시했다.

## 배경
1979년에 킹은 메인 대학교의 "상주 작가"였으며 그가 임대한 집은 다가오는 트럭에 의해 개와 고양이가 자주 죽는 주요 도로에 인접해 있었다. 딸의 고양이가 그 길을 가던 트럭에 치여 숨진 뒤, 딸에게 그 애완동물의 죽음을 설명하고 고양이를 묻어주었다. 3일 후, 킹은 한 가족이 같은 비극을 겪었지만 고양이가 "근본적으로 잘못된" 삶으로 돌아온다면 어떤 일이 일어날지 상상했다.
그런 다음 그는 그 가족의 어린 아들도 지나가던 트럭에 치여 죽는다면 어떤 일이 일어날지 상상해 보았다. 그는 이러한 아이디어를 바탕으로 책을 쓰기로 결정했으며, 그 책은 아들이 부활하기를 바라는 부모에 대한 W. W. 제콥스의 단편 소설 "원숭이손"(The Monkey's Paw, 1902)을 다시 말하는 것이 될 것이라고 결정했다.
킹은 자신이 쓴 모든 소설 중에서 공포의 묘지가 그를 가장 무서워했다고 기록했다. 첫 초안은 1979년 5월에 완성되었다.